# Xương Lạc
Xương Lạc (giản thể: 昌乐县; phồn thể: 昌樂縣; bính âm: Chānglè Xiàn) là một huyện nằm ở trung tâm địa cấp thị Duy Phường, tỉnh Sơn Đông, Trung Quốc. Vương quốc cổ Bắc Hải nằm ở phía tây huyện Xương Lạc ngày nay. Diện tích của huyện là 1.100,51 km², dân số năm 2020 là 583.799 người, mật độ dân số đạt 530 người/km². Mã số bưu chính của huyện là 262400, mã vùng là 536.

## Phân chia hành chính
Huyện Xương Lạc được chia thành 11 đơn vị gồm 4 nhai đạo, 4 trấn, 1 khu phát triển kinh tế, 1 khu du lịch cấp tỉnh và 1 hồ chứa.
- Nhai đạo: Bảo Thành (宝城街道), Bảo Đô (宝都街道), Chu Lưu (朱刘街道), Ngũ Đồ (五图街道)
- Trấn: Kiều Quan (乔官镇), Đường Ngô (鄌郚镇), Hồng Hà (红河镇), Doanh Khâu (营丘镇)
- Khu phát triển kinh tế huyện Xương Lạc (昌乐县经济开发区)
- Khu du lịch núi Thủ Dương (首阳山旅游度假区)
- Khu hồ chứa Cao Nhai (高崖水库库区)